# Felipe Carvalho (Fußballspieler)
Felipe Carvalho, vollständiger Name Luis Felipe Carvalho da Silva, (* 18. September 1993 in Rivera) ist ein uruguayischer Fußballspieler.

## Karriere
Der 1,88 Meter große Defensivakteur Carvalho gehört seit der Clausura 2015 dem Kader des Erstligisten Tacuarembó FC an. Bei dem Verein aus Tacuarembó im Norden Uruguays debütierte er unter Trainer Jorge Castelli am 15. Februar 2015 bei der 0:1-Heimniederlage gegen den Club Atlético Rentistas mit einem Startelfeinsatz in der Primera División. In der Saison 2014/15 lief er in insgesamt 15 Erstligaspielen (kein Tor) auf. Mitte Juli 2015 wechselte er nach Schweden zu Malmö FF. Bei den Schweden wurde er Trainer Åge Hareide erstmals am 25. Juli 2015 beim 3:0-Sieg über GIF Sundsvall in der Allsvenskan eingesetzt und stand dabei in der Startelf. Für den Klub bestritt er 13 Ligaspiele (drei Tore) und kam siebenmal (kein Tor) in der Champions League zum Einsatz. Im Juli 2016 folgte eine Leihe zu Falkenbergs FF. Dort wurde er in 14 Ligaspielen (kein Tor) und einer Begegnung (kein Tor) des Svenska Cupen eingesetzt. Anfang 2017 kehrte er zu Malmö FF zurück und lief dort bis zum Ende des Jahres in der höchsten schwedischen Spielklasse auf. Danach wechselte er nach Norwegen zu Vålerenga Oslo. Von diesem Verein wurde er 2019 in seine Heimat nach Uruguay zu Nacional Montevideo verliehen.

## Weblink
- Felipe Carvalho in der Datenbank von soccerway.com